# Alkalihydroxid
Alkali hydroxider er en gruppe af kemiske forbindelser som består af en alkalimetalkation og hydroxidanionen (HO-).

## Grupper
Alkalihydroxiderne omfatter:
- Lithiumhydroxid (LiOH)
- Natriumhydroxid (NaOH)
- Kaliumhydroxid (KOH)
- Rubidiumhydroxid (RbOH)
- Cæsiumhydroxid (CsOH)

## Reaktion
"En stærk base blive fuldstændigt ioniseret i vandig opløsning og giver HO- og en kation.
Natriumhydroxid er et eksempel på en stærk base.
De vigtigste stærke baser er hydroxider fra gruppen af IA elementer og IIA elementer."

## Tilgængelighed
Den mest almindelige alkalihydroxid er natriumhydroxid, som let tilgængelig i de fleste isenkræmmere i produkter såsom en afløbsrens.
En anden almindelig alkalihydroxid er kaliumhydroxid. Det er tilgængelig som en opløsning, der bruges til rengøring af terrasser og andre overflader lavet af træ.

## pH
Alle alkalihydroxider er meget ætsende, da de er stærkt basiske svarende til høj pH.

## Forsøg
Et typisk demonstrationsforsøg i skoler demonstrerer hvad der der sker med et stykke alkalimetal når det puttes i en skål med vand. Der sker en kraftig reaktion, idet alle alkalimetaller reagerer voldsomt med vand.
Der bliver dannet gasformig hydrogen og et alkalihydroxid svarende til alkalimetallet. Eksempelvis sker følgende reaktion med natrium som alkalimetal:
Natrium + vand → natriumhydroxid + hydrogen gas
2 Na + 2 H2O → 2 NaOH + H2